# Phalaenopsis lindenii
Espèce
Classification phylogénétique
Statut de conservation UICN

 EN A4acd; B1ab(ii,iii,v) : En danger
Statut CITES
Phalaenopsis lindenii est une espèce de plantes à feurs de la famille des Orchidaceae et du genre Phalaenopsis. C'est une orchidée endémique de l'île de Luçon aux Philippines. L'espèce est menacée par la destruction de son habitat.
L'orchidée est nommée en hommage au botaniste belge Jean Jules Linden, spécialiste des orchidées.